# 죠죠의 기묘한 모험의 등장인물 목록
다음은 아라키 히로히코의 만화 《죠죠의 기묘한 모험》의 등장인물 목록이다.
- 일순전

## 1부 (팬텀블러드)
- 죠나단 죠스타/파문
- 디오 브란도/뱀파이어
- 로버트 E.O 스피드 왜건
- 윌.A 체페리/파문
- 다이어/파문
- 스트레이초/파문
- 죠지 죠스타 1세
- 에리나 팬들턴

## 2부 (전투조류)
- 죠셉 죠스타/파문
- 스모키 브라운
- 스트레이초/파문/뱀파이어
- 시저 안토니오 체페리/파문
- 리사리사(엘리자베스 죠스타)/파문
- 루돌폰 슈트로하임
- 로버트 E.O 스피드 왜건
- 산타나(기둥 속 사내)
- 와무우(기둥 속 사내)
- 에시디시(기둥 속 사내)
- 카즈(기둥 속 사내)
- 수지Q
- 죠지 죠스타 2세

## 3부 (스타더스트 크루세이더즈)
- 쿠죠 죠타로/스타 플래티나
- 홀리 죠스타
- 죠셉 죠스타/ 허밋퍼플/파문
- 무함마드 압둘/메지션즈 레드
- 카쿄인 노리아키/하이에로펀트 그린
- 장 피에르 폴나레프/실버 체리엇
- 이기/더 풀
- 은두르
- 홀호스/더 엠페러
- 트렌스 T 다비
- 펫숍
- DIO/더 월드/더 패션 (정확히는 죠나단의 스탠드다.)
- 엔야 할멈/저스티스
- 머리이어/바스태드
- 보잉고
- 오잉고

## 4부 (다이아몬드는 부서지지 않는다)
- 히가시카타 죠스케/크레이지 다이아몬드
- 안젤로
- 쿠죠 죠타로/스타 플래티나
- 히로세 코이치/에코즈act1->act2->act3
- 니지무라 오쿠야스/더 핸드
- 니지무라 케이쵸/배드 컴퍼니
- 키시베 로한/헤븐즈 도어
- 히가시카타 토모코
- 얀구 시게히로(시게찌)/하비스트
- 스기모토 레이미
- 죠셉 죠스타/허밋 퍼플/파문
- 시즈카 죠스타/악퉁 베이비
- 하야토
- 키라 요시카게(카와지리 코사쿠)/킬러 퀸/시어 하트 어택/바이츠 더 더스트

## 5부 (황금의 바람)
- 죠르노 죠바나/골드 익스프리언스(레퀴엠)
- 눈물의 루카
- 폴포/블랙사바스
- 레오네 아바키오/무디블루스
- 나란차 길가/에어로스미스
- 판타코나 푸고/퍼플헤이즈
- 귀도 미스타/섹스피스톨즈
- 트리시 우고/스파이시 걸
- 부르노 부챠라티/스티키 핑거즈
- 장 피에로 폴나레프/실버 체리엇(레퀴엠)
- 초콜라타/그린 데이
- 세코/오아시스
- 마리오주케로/소프트머신
- 살레/크라프트 워크
- 티치아노/토킹 헤드
- 스쿠알로/클래시
- 리조토 네로/메탈리카
- 기아초/화이트앨범
- 멜로네/베이비페이스
- 일루조/맨인더미러
- 펫시/비치보이

1. 히로세 코이치/act1 act2 act3

- 프로슈토/더 그레이트 풀 데드
- 포르마조/리틀피트
- 비네거 도피오/킹 크림슨
- 디아볼로/킹 크림슨

참고로 도피오와 디아볼로는 같은 사람인데 단지 이중인격일뿐이다(디아볼로는 킹크림슨의 완전체를 조종할 수 있지만, 도피오는 두 팔으로 타격과 예피타프 사용밖에 불가.)

## 6부 (스톤오션)
- 푸 파이터즈(플란크톤)
- 엠폴리오/버닝 다운 더 하우스(후에 웨더 리포트 디스크로 웨더 리포트를 사용함)
- 쿠죠 죠린/스톤 프리
- 쿠죠 죠타로/스타 플래티타 더월드
- 엔리코 푸치/화이트 스네이크->c-moon->메이드 인 헤븐
- 녹색 아기/녹색 아기 (나중에 푸치가 흡수하여 c-moon이 된다
- 에르메스 코스텔로/키스
- 웨더 리포트/웨더 리포트(스탠드 이름)
- 베르사스/언더월드
- 나르시소 안나수이/다이버 다운

## 7부 (스틸 볼 런)
```
  이때부터는 일순 후의 세계이다.
```

- 죠니 죠스타/터스크 act1(act2)(act3)(act4)
- 쟈이로 체페리/철구의 회전/볼 브레이커
- 디에고 브란도/스케어리 몬스터즈
- 평행세계에서 온 디에고 브란도/더 월드(AU)
- 퍼니 발랜타인/D4C/D4C 러브트레인
- 샌드맨/인 어 사일런트 웨이
- 핫 팬츠/크림 스타터
- 마젠트 마젠트/20th 센츄리 보이
- 디 스 코/초콜릿 디스코
- 웨카피포/철구의 회전(렉킹 볼)
- 스티븐 스틸
- 링고 로드어게인/맨덤
- 블랙모어/캐치 더 레인보우
- 슈트로하임
- 루시 스틸/티켓 투 라이드

## 8부 (죠죠리온)
- 히가시카타 죠스케/소프트 & 웨트
- 히로세 야스호/페이즐리 파크
- 키라 요시카게/킬러퀸(AU)
- 히가시카타 죠슈/넛 킹 콜
- 죠셉 죠스타
- 히가시카타 노리스케/킹 낫띵
- 히가시카타 카토
- 히가시카타 죠빈/스피드 킹
- 마메즈쿠 라이/도기 스타일
- 미츠바/어웨이킹 리브스II
- 니지무라 쿄/본 디스 웨이
- 히가시카타 하토
- 쿠죠 죠세후미/소프트 & 웨트
- 사쿠나미 카레라/러브 러브 디럭스
- 히가시카타 다이아/캘리포니아 킹 베드
- 히가시카타 츠루기/페이퍼 문 킹
- 키라 죠스타
- 키라 홀리 조스타
- 다이넨지야마 아이쇼/두비 와우!
- 야기야마 요츠유/아이 엠 어 락
- 다모 타마키/비타민 씨
- 우 토모키/닥터 우
- 토오루/원더 오브 유
- 바위인간

## 외전
- 천국에 도달한 DIO/더 월드 오버헤븐